# 7279 Гаґфорз
7279 Гаґфорз (7279 Hagfors) — астероїд головного поясу, відкритий 7 листопада 1985 року.
Тіссеранів параметр щодо Юпітера — 3,190.